# Vila Nova de Paiva
Vila Nova de Paiva é uma vila portuguesa do distrito de Viseu, situada na província da Beira Alta, região do Centro (Região das Beiras) e sub-região Viseu Dão-Lafões, com cerca de 1 900 habitantes (freguesia homónima).
É sede do município de Vila Nova de Paiva que tem 175,53 km² de área e 4 753 habitantes (2023), subdividido em 5 freguesias. O município é limitado a norte e leste pelo município de Moimenta da Beira, a leste e sul por Sátão, a sudoeste por Viseu, a norte por Tarouca e a noroeste por Castro Daire.

## História

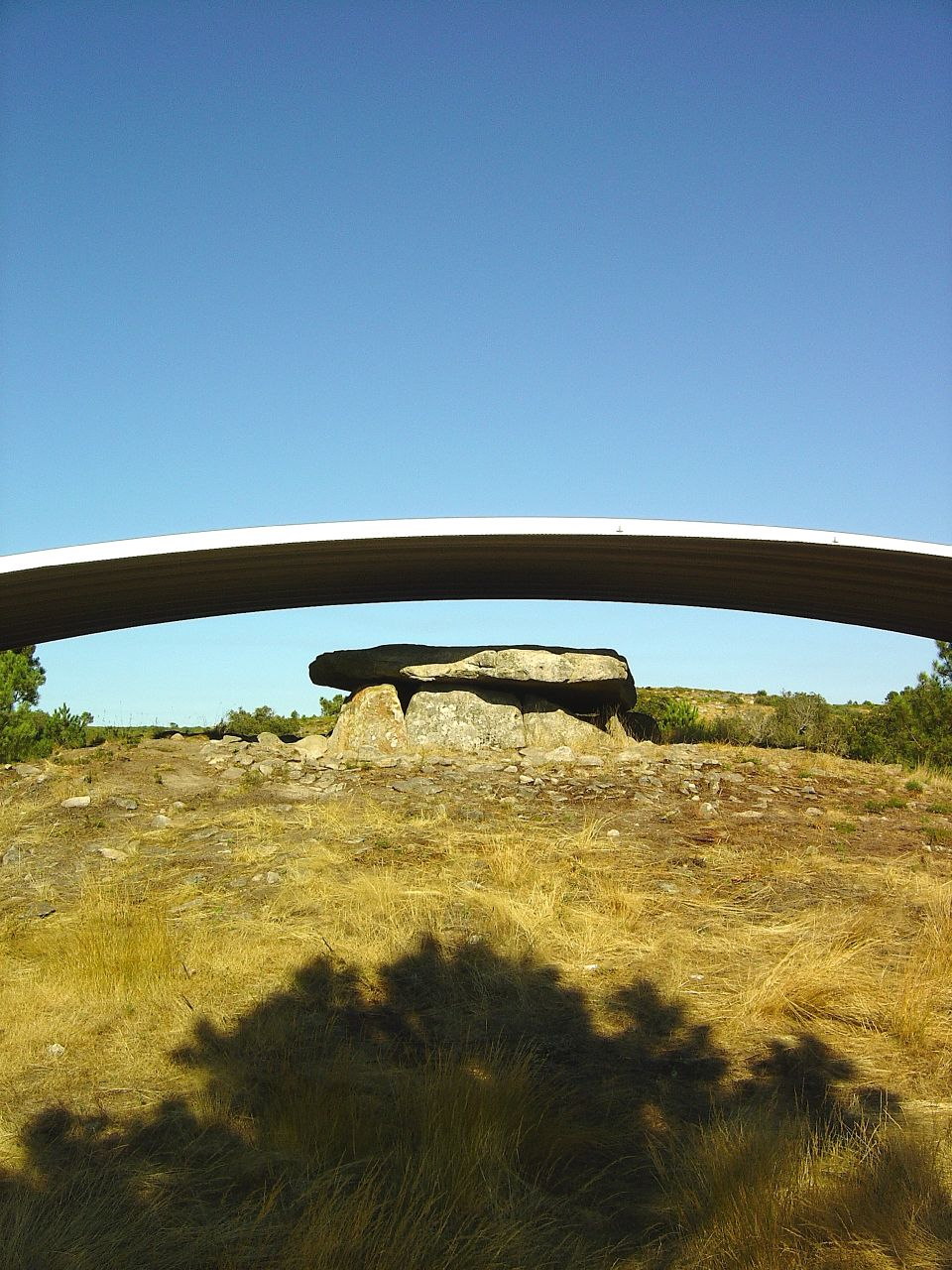
Dólmen da Orca dos Juncais

Até 2 de Março de 1883, o concelho estava sediado na freguesia de Fráguas, sendo assim designado. Nessa altura, a sede foi transferida para a freguesia até então chamada Barrelas, que foi elevada ao estatuto de vila e renomeada Vila Nova de Paiva, mas mantendo-se a anterior designação do município. A 14 de Setembro de 1895, o concelho de Fráguas é extinto, sendo as freguesias anexadas aos concelhos vizinhos.
A 15 de Janeiro de 1898, o concelho foi restaurado com os limites actuais, passando a denominar-se de Vila Nova de Paiva; estava então divido em 7 freguesias: Alhais, Fráguas, Pendilhe, Queiriga, Touro, Vila Cova à Coelheira e Vila Nova de Paiva.

## Freguesias

Freguesias do município de Vila Nova de Paiva.

O município de Vila Nova de Paiva está dividido em 5 freguesias:
- Pendilhe
- Queiriga
- Touro
- Vila Cova à Coelheira
- Vila Nova de Paiva, Alhais e Fráguas

## Património
- Pelourinho de Fráguas
- Anta de Pendilhe ou Casa da Moira ou Orca de Pendilhe ou Orca da Moira
- Pelourinho de Vila Cova à Coelheira

## Cultura
- Auditório Municipal Carlos Paredes.

## Personalidades ilustres
- Isabel Sá-Correia, engenheira química, professora catedrática distinta da área de ciências biológicas do Instituto Superior Técnico e emérita da Universidade de Lisboa. Neta de Jose de Sá Pinto, antigo presidente do município de Vila Nova de Paiva;
- Aarão Ferreira de Lacerda, zoólogo, médico e professor universitário;
- Cláudio Ramos (1991) guarda-redes de futebol do FC Porto; passou a maior parte de sua carreira no Tondela, com 267 internacionalizações por clube .

## Evolução da população do município
★ Os Recenseamentos Gerais da população portuguesa tiveram lugar a partir de 1864, regendo-se pelas orientações do Congresso Internacional de Estatística de Bruxelas de 1853. Encontram-se disponíveis para consulta no site do Instituto Nacional de Estatística (INE). 
- Número de habitantes que tinham a residência oficial neste município à data em que os censos  se realizaram

| Número de habitantes por grupo etário ** | Número de habitantes por grupo etário ** | Número de habitantes por grupo etário ** | Número de habitantes por grupo etário ** | Número de habitantes por grupo etário ** | Número de habitantes por grupo etário ** | Número de habitantes por grupo etário ** | Número de habitantes por grupo etário ** | Número de habitantes por grupo etário ** | Número de habitantes por grupo etário ** | Número de habitantes por grupo etário ** | Número de habitantes por grupo etário ** | Número de habitantes por grupo etário ** | Número de habitantes por grupo etário ** |
| ---------------------------------------- | ---------------------------------------- | ---------------------------------------- | ---------------------------------------- | ---------------------------------------- | ---------------------------------------- | ---------------------------------------- | ---------------------------------------- | ---------------------------------------- | ---------------------------------------- | ---------------------------------------- | ---------------------------------------- | ---------------------------------------- | ---------------------------------------- |
|                                          | 1900                                     | 1911                                     | 1920                                     | 1930                                     | 1940                                     | 1950                                     | 1960                                     | 1970                                     | 1981                                     | 1991                                     | 2001                                     | 2011                                     | 2021                                     |
| 0-14 Anos                                | 2 186                                    | 2 232                                    | 2 292                                    | 2 482                                    | 2 868                                    | 3 149                                    | 3 116                                    | 2 160                                    | 1 853                                    | 1 393                                    | 1 043                                    | 700                                      | 467                                      |
| 15-24 Anos                               | 1 280                                    | 1 229                                    | 1 279                                    | 1 209                                    | 1 272                                    | 1 487                                    | 1 458                                    | 1 250                                    | 1 031                                    | 986                                      | 906                                      | 616                                      | 441                                      |
| 25-64 Anos                               | 3 010                                    | 2 785                                    | 2 891                                    | 2 879                                    | 3 175                                    | 3 630                                    | 3 663                                    | 2 865                                    | 2 628                                    | 2 630                                    | 2 812                                    | 2 490                                    | 2 224                                    |
| = ou > 65 Anos                           | 292                                      | 430                                      | 430                                      | 451                                      | 502                                      | 611                                      | 694                                      | 745                                      | 908                                      | 1 079                                    | 1 380                                    | 1 370                                    | 1 530                                    |

De 1900 a 1950 os dados referem-se à população "de facto" (**), ou seja, que estava presente no município à data em que os censos se realizaram. Daí que se registem algumas diferenças relativamente à designada população residente).

## Política

### Eleições autárquicas[10]
| Data | %       | V       | %       | V       | %     | V     | %            | V            | %              | V   | %              | V       | %              | V  | Participação |                |
| Data | PPD/PSD | PPD/PSD | CDS-PP  | CDS-PP  | PS    | PS    | FEPU/APU/CDU | FEPU/APU/CDU | UDP            | UDP | PSD-CDS        | PSD-CDS | NC             | NC | Participação |                |
| ---- | ------- | ------- | ------- | ------- | ----- | ----- | ------------ | ------------ | -------------- | --- | -------------- | ------- | -------------- | -- | ------------ | -------------- |
| Data | 1976    | 34,07   | 2       | 28,63   | 2     | 24,26 | 1            | 3,87         | -              |     |                |         |                |    |              | 62,61 / 100,00 |
| 1979 | 38,82   | 2       | 34,82   | 2       | 16,96 | 1     | 2,30         | -            | 2,75           | -   | 72,02 / 100,00 |         |                |    |              |                |
| 1982 | 33,12   | 2       | 34,62   | 2       | 25,29 | 1     | 1,41         | -            |                |     | 69,60 / 100,00 |         |                |    |              |                |
| 1985 | 34,01   | 2       | 46,53   | 3       | 14,09 | -     | 1,73         | -            | 72,58 / 100,00 |     |                |         |                |    |              |                |
| 1989 | 45,29   | 3       | 41,03   | 2       | 9,65  | -     | 0,77         | -            | 71,31 / 100,00 |     |                |         |                |    |              |                |
| 1993 | 31,46   | 2       | 47,11   | 2       | 17,46 | 1     | 0,59         | -            | 70,74 / 100,00 |     |                |         |                |    |              |                |
| 1997 | 26,63   | 1       | 31,90   | 2       | 36,91 | 2     | 1,20         | -            | 70,03 / 100,00 |     |                |         |                |    |              |                |
| 2001 | 23,22   | 1       | 10,22   | -       | 59,68 | 4     | 2,79         | -            | 70,03 / 100,00 |     |                |         |                |    |              |                |
| 2005 | 42,37   | 2       | 15,54   | 1       | 35,71 | 2     | 2,77         | -            | 67,26 / 100,00 |     |                |         |                |    |              |                |
| 2009 | 32,51   | 2       | 18,30   | 1       | 42,82 | 2     | 2,56         | -            | 55,05 / 100,00 |     |                |         |                |    |              |                |
| 2013 | 30,36   | 2       | 7,81    | -       | 55,95 | 3     | 1,75         | -            | 49,04 / 100,00 |     |                |         |                |    |              |                |
| 2017 | CDS-PP  | CDS-PP  | PPD/PSD | PPD/PSD | 57,67 | 3     | 3,52         | -            | 33,48          | 2   | 48,34 / 100,00 |         |                |    |              |                |
| 2021 | 34,16   | 2       |         |         | 43,59 | 2     | 1,66         | -            |                |     | 16,80          | 1       | 54,51 / 100,00 |    |              |                |

### Eleições legislativas
| Data | %     | %     | %     | %    | %     | %     | %        | %     | %    | %    | %     | %   | %       | % | %  | %  |
| Data | PSD   | CDS   | PS    | PCP  | UDP   | AD    | APU/ CDU | FRS   | PRD  | PSN  | BE    | PAN | PSD CDS | L | IL | CH |
| ---- | ----- | ----- | ----- | ---- | ----- | ----- | -------- | ----- | ---- | ---- | ----- | --- | ------- | - | -- | -- |
| 1976 | 37,12 | 34,58 | 12,48 | 1,21 | 0,96  |       |          |       |      |      |       |     |         |   |    |    |
| 1979 | AD    | AD    | 13,85 | APU  | 2,16  | 69,65 | 2,43     |       |      |      |       |     |         |   |    |    |
| 1980 | AD    | AD    | FRS   | APU  | 0,66  | 76,34 | 2,10     | 14,16 |      |      |       |     |         |   |    |    |
| 1983 | 40,70 | 27,39 | 21,02 | APU  | 0,70  |       | 1,86     |       |      |      |       |     |         |   |    |    |
| 1985 | 40,12 | 29,66 | 14,02 | APU  | 0,50  | 1,79  | 6,17     |       |      |      |       |     |         |   |    |    |
| 1987 | 68,40 | 11,43 | 9,44  | CDU  | 0,32  | 1,12  | 0,85     |       |      |      |       |     |         |   |    |    |
| 1991 | 66,36 | 11,37 | 14,57 | CDU  |       | 1,17  | 0,62     | 0,71  |      |      |       |     |         |   |    |    |
| 1995 | 47,57 | 21,05 | 25,02 | CDU  | 0,37  | 1,00  |          | 0,59  |      |      |       |     |         |   |    |    |
| 1999 | 40,42 | 19,55 | 33,69 | CDU  |       | 1,21  | 0,46     | 0,89  |      |      |       |     |         |   |    |    |
| 2002 | 53,93 | 12,61 | 28,52 | CDU  | 0,98  |       | 1,05     |       |      |      |       |     |         |   |    |    |
| 2005 | 44,56 | 14,82 | 30,53 | CDU  | 1,45  | 3,09  |          |       |      |      |       |     |         |   |    |    |
| 2009 | 41,90 | 20,49 | 25,01 | CDU  | 2,53  | 5,55  |          |       |      |      |       |     |         |   |    |    |
| 2011 | 56,80 | 13,82 | 19,28 | CDU  | 2,21  | 1,79  | 0,39     |       |      |      |       |     |         |   |    |    |
| 2015 | CDS   | PSD   | 21,90 | CDU  | 2,47  | 3,89  | 0,39     | 64,07 | 0,31 |      |       |     |         |   |    |    |
| 2019 | 44,21 | 8,49  | 28,89 | CDU  | 2,33  | 4,88  | 2,21     |       | 0,42 | 0,85 | 0,59  |     |         |   |    |    |
| 2022 | 47,17 | 2,54  | 33,60 | CDU  | 1,62  | 1,04  | 0,73     | 0,19  | 2,35 | 6,94 |       |     |         |   |    |    |
| 2024 | AD    | AD    | 20,58 | CDU  | 44,60 | 1,28  | 1,24     | 0,82  | 1,03 | 2,91 | 18,80 |     |         |   |    |    |